# C+C Music Factory
C+C Music Factory este o formație americană de muzică dance și hip hop, ce a luat naștere în 1989 în Statele Unite.

## Discografie
- Gonna Make You Sweat (1990)
- Anything Goes! (1994)
- C+C Music Factory (1995)